# Ёлкинское сельское поселение (Волгоградская область)
Ёлкинское се́льское поселе́ние — муниципальное образование в составе Чернышковского района Волгоградской области.
Административный центр — хутор Ёлкино.

## История
Ёлкинское сельское поселение образовано 22 декабря 2004 года в соответствии с Законом Волгоградской области № 976-ОД.

## Население
| 2010 | 2012 | 2013 | 2014 | 2015 | 2016 | 2017 |
| ---- | ---- | ---- | ---- | ---- | ---- | ---- |
| 580  | ↗591 | ↗594 | ↗595 | ↘577 | ↘561 | ↗562 |
| 2018 | 2019 | 2020 | 2021 |      |      |      |
| ↘552 | ↘536 | ↗540 | ↘527 |      |      |      |

## Состав сельского поселения
| № | Населённый пункт | Тип населённого пункта        | Население |
| - | ---------------- | ----------------------------- | --------- |
| 1 | Асеев            | хутор                         | 53        |
| 2 | Ёлкино           | хутор, административный центр | 445       |
| 3 | Красный Богдан   | хутор                         | 82        |